# Ren TV
Ren TV (kyrillisch Рен ТВ) ist ein landesweiter, privater, russischer Fernsehsender.

## Geschichte

### Besitzverhältnisse
Bis zum 1. Juli 2005 war der Sender im Besitz der Gründerin Irena Lesnewskaja und ihres Sohnes (30 %) sowie des Energiekonzerns EES Rossii (70 %) unter Anatoli Tschubais, einem Jungreformer in der russischen Regierung der 1990er Jahre. Ein halbes Jahr nach dem Verkauf brach das Team wegen der Inhaltskontrolle der neuen Eigner auseinander – die Chefredakteurin bezeichnete dies als das Ende des letzten unabhängigen Fernsehsenders in Russland.
Nach dem Verkauf im Jahr 2005 hielt die RTL Group 30 % des Senders, die regierungsnahen Konzerne Sewerstal und Surgutneftegas hielten je 35 Prozent. Im Juni 2011 einigte sich RTL mit dem russischen Medienkonzern Nazionalnaja Media Gruppa (National Media Group/NMG) auf einen Aktientausch, bei dem RTL seinen 30-prozentigen Anteil an REN TV an NMG abgab und im Gegenzug mit 7,5 % an NMG beteiligt wurde. Im September 2013 verkaufte RTL diesen Anteil für 81 Millionen Euro und zog sich vollständig aus dem Russland-Geschäft zurück. NMG, deren Gesamtanteil an REN TV 2015 68 % beträgt, befindet sich im Besitz der Bank Rossija, einer von Investoren um Präsident Putin aufgekauften Bank. NMG ist der größte private Medienkonzern Russlands und auch an anderen russischen Fernsehsendern beteiligt, unter anderem hielt die Gruppe im November 2014 die Mehrheit am St. Petersburger Kanal 5 und 25 % am mehrheitlich staatlichen Kanal Rossija 1.
Geschäftsführer von REN TV ist Aleksander Sergejewitsch Ordschonikidse, der seit 2010 gleichzeitig Geschäftsführer der Eigentümerin NMG ist. Ordschonikidse bekam die Leitung von REN TV erstmals 2005 übertragen.

### Programminhalte und Rezeption
Der Sender wurde lange als letzter Hort freier Berichterstattung angesehen, was sich jedoch 2005 mit dem Eigentümerwechsel änderte, auf den ein international beachteter Zensurskandal folgte, der zu bei REN TV zu Entlassungen und Rücktritten führte. 2004 hatte die populäre Journalistin Olga Romanowa für ihre Nachrichtensendung „24 mit Olga Romanowa“ auf REN TV Russlands wichtigsten Fernsehpreis in der Kategorie „bestes Informationsprogramm im Land“ erhalten. Im November 2005 kündigte der Sender Romanowa. Sie hatte öffentlich Kritik an einem Fall von Zensur geübt. Der Sender hatte ihren Bericht über den Freispruch des Sohnes von Verteidigungsminister Sergei Iwanow abgesetzt. In dem skandalösen Urteil wurde Iwanows Sohn freigesprochen, nachdem dessen Luxuslimousine bei roter Ampel mit hoher Geschwindigkeit einen Zebrastreifen überfuhr und eine Rentnerin tötete. Nach der Absetzung kündigten mehrere Journalisten unter Protest. Nach der Entlassung Romanowas sagte der ehemalige Präsident der Sowjetunion Gorbatschow, es sei „der letzte Sender verloren gegangen, der eine gewisse Unabhängigkeit und Objektivität wahrte“.
Im März 2012 bezog sich die britische Tageszeitung The Guardian in einem Leitartikel über Manipulationen im russischen Präsidentschaftswahlkampf auf das als kremlfreundlicher Sender charakterisierte REN TV und nannte ein Programm als Beispiel, mit dem REN TV massiv für Wladimir Putin Partei ergriffen hatte, indem es ein fiktives Schreckensszenario für ein Russland ohne Putin präsentierte.
Anfang August 2014, zwei Wochen nach dem Abschuss von Malaysia-Airlines-Flug 17 über der Ukraine, wurde das von der Journalistin Marianna Maximowskaja seit 2003 geleitete politische Magazin „Die Woche“ eingestellt. Das Programm wurde als einzige im landesweiten Fernsehen verbliebene Sendung bezeichnet, die den Ruf hatte, eine kritische Berichterstattung gegenüber der Regierung zu verfolgen. Ein ehemaliger Produzent beschrieb, dass beim Abschuss von MH17 der Sender niemals hätte konsequent in seiner Art darüber berichten können. Maximowskaja war 2001 vom privaten Fernsehsender NTW über Umwege zu REN TV gewechselt, nachdem das früher unabhängig berichtende NTW von Staatskonzern Gazprom-Media übernommen und die redaktionelle Ausrichtung zugunsten der Regierung geändert worden war.
Im Oktober 2014 wies BBC Monitoring auf fehlerhafte Berichterstattung über den Konflikt in der Ostukraine auf der Webseite von REN TV hin. So hatte REN TV Fotos von in Leichensäcken verpackten Opfern des Fluges MH 17 als optische Belege für Meldungen verwendet, die sich auf prorussische Rebellen bezogen und von angeblich entdeckten Massengräbern im Konfliktgebiet berichteten.
Im Jahr 2015 wurde der Sender für unbedarfte Sitcoms und seine Pseudowissenschaftlichen Sendungen kritisiert, der Moderator und Abteilungsleiter für Dokumentarprojekte Igor Prokopenko verbreitet Verschwörungstheorien und populistische antiwestliche Propaganda.

### Senderlogos

(1997–2005)
(2005–2006)
(2006–2007)
(2007–2010)
(2010–2011)
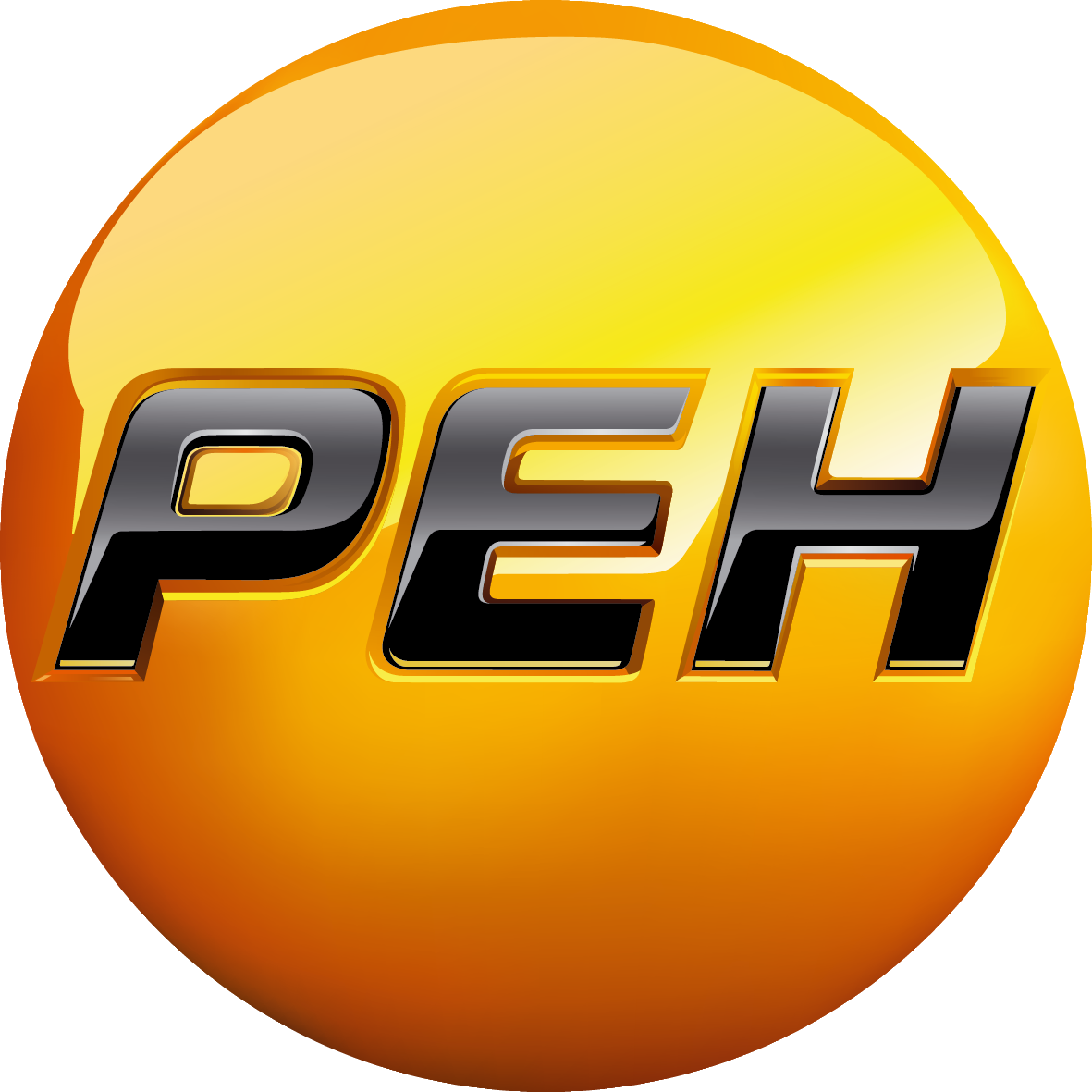
(2011–2014)
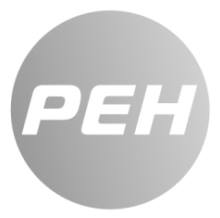
(2014)
(2014–2015)
(2015–2017)
Seit 2017